# Everton Giovanella
Everton Giovanella (Caxias do Sul, Brasil, 13 de septiembre de 1970) es un exfutbolista brasileño que se desempeñaba como centrocampista. Es recordado en España por su paso por la Unión Deportiva Salamanca y el Celta de Vigo.

## Trayectoria
Everton Giovanella, comenzó su carrera profesional en las filas del Clube Esportivo Lajeadense, club brasileño que militaba en la 2ª división, en la temporada 1991-92, realizando una gran temporada, jugando 38 partidos y anotando 8 goles. Esto le vale para fichar por uno de los grandes clubes de Brasil, como es el Sport Club Internacional, ya en la 1ª división, jugó 12 partidos y anotó 2 goles, pese a no jugar mucho, destacó lo suficiente para que varios equipos europeos se fijaran en él.
Así para la temporada 1993-94 dio el salto a Europa y fichó por el Estoril que militaba en la 1ª división portuguesa, y en la siguiente también en la 1ª portuguesa, juega en el Tirsense, con el que realiza una gran campaña y da el salto a uno de los históricos de la liga portuguesa, como es el Belenenses, donde hace una temporada muy destacada jugando 19 partidos y anotando 3 goles.
En la temporada 1996-97, Giovanella ficha por la UD Salamanca, que acababa de descender de la 1ª división española, y tenía el único objetivo de volver a ascender, para ello fichó a muchos jugadores de la liga portuguesa, incluso de Belenenses, aparte de Giovanella también ficharon a José Taira, Catanha o César Brito. Y pese a comenzar muy mal la temporada, y después de realizar una segunda vuelta increíble, el equipo asciende a 1ª división, con una imporatancia vital de Giovanella, ya que aparte de ser un fijo en el equipo titular, consiguió marcar un gol en el partido que le daba el ascenso en Vitoria, contra el Deportivo Alavés, fue su único gol de la temporada en 36 partidos jugados.
En la siguiente temporada ya en 1ª división, siguió siendo una pieza clave del equipo, que consiguió mantener la categoría, además haciendo un bonito fútbol y consiguiendo goleadas que eran inesperadas, como las victorias 6-0 al Valencia CF, 4-3 y 1-4 al FC Barcelona o el 5-4 al Atlético de Madrid, además de ganar los dos derbis de la comunidad al Real Valladolid, en uno de ellos con un golazo de Giovanella. Al terminar la temporada tuvo muchas ofertas de equipos importantes, pero decidió continuar en Salamanca, pero la temporada siguiente pese a ser buena a nivel individual, fue muy mala a nivel colectivo, y al terminarla se marchó traspasado al Celta de Vigo por unos 700 millones de las antiguas pesetas.
En el Celta de Vigo las  primeras temporadas fue un jugador importantísimo. Jugó prácticamente todos los partidos tanto de Liga, como de Copa, como de copa de la UEFA, donde llegaron a meterse en cuartos de final. Después siguió jugando muchos partidos, pero su rol fue más secundario. Pese a ello era uno de los jugadores más queridos por la afición, llegando, incluso, a jugar la Champions League y una final de Copa del Rey con el Celta. Pero después de todos esos logros descendieron en la temporada 2003-2004 a 2ª división. El 19 de diciembre de 2004 todo cambió por dar positivo en un control antidopaje después de un partido contra el Pontevedra CF, siendo suspendido durante 2 años.
Esa misma temporada consiguieron el ascenso a 1ª división y Giovanella pudo comenzar la siguiente jugando algunos partidos, gracias a un permiso cautelar, pero finalmente fue castigado con esos dos años.
En la temporada 2006-07 siguió en el Celta de Vigo, pero como no podía jugar debido a la sanción, se pasó a jugar al equipo de fútbol sala del Celta de Vigo (Celta F. S.), que había ascendido a la 1ª división esa misma temporada, pero al final de temporada descendieron y Giovanella se marchó del Celta en busca de justicia, ya que está empeñado en limpiar su imagen y demostrar su inocencia.
Pero al terminar su sanción el quería retirarse de una manera digna, y la UD Salamanca intentó ficharlo, pero él quería seguir en Vigo para demostrar allí que no se había dopado, y así a mediados de la temporada 2007-08 fichó por el Coruxo Fútbol Club, equipo de la 3ª división gallega, donde se retiró como él quería después de haber podido volver a jugar.

## Clubes
| Club                | País     | Año       |
| ------------------- | -------- | --------- |
| C. E. Lajeadense    | Brasil   | 1991-1992 |
| S. C. Internacional | Brasil   | 1993      |
| G. D. Estoril Praia | Portugal | 1993-1994 |
| F. C. Tirsense      | Portugal | 1994-1995 |
| C. F. Os Belenenses | Portugal | 1995-1996 |
| U. D. Salamanca     | España   | 1996-1999 |
| R. C. Celta de Vigo | España   | 1999-2006 |
| Coruxo F. C.        | España   | 2007-2008 |

## Palmarés

### Campeonatos internacionales
| Título                    | Club                | País   | Año  |
| ------------------------- | ------------------- | ------ | ---- |
| Copa Intertoto de la UEFA | R. C. Celta de Vigo | España | 2000 |